# Daniel Coxe
Dr. Daniel Coxe (Londen, 1640 - 17 januari 1730) was gouverneur van het huidige New Jersey van 1687 tot 1688 en van 1689 tot 1692.

## Biografie
Daniel Coxe was de oudste van 13 kinderen. Zijn vader kwam uit Stoke Newington en overleed in 1686. Daniel volgde onderwijs aan het Jesus College in Cambridge, waar hij in 1669 een doctoraatstitel in de medicijnen behaalde. Hij werd arts aan het hof van koning Karel II en later aan dat van koningin Anna. Daniel Coxe trouwde op 12 mei 1671 met Rebecca Coldham. Ze kregen 2 kinderen: Colonel Daniel Coxe - die later in zijn vaders plaats als gouverneur naar Noord-Amerika ging en hierover in 1722 hierover een reisverslag publiceerde - en Mary Coxe die later Maid of Honour werd.
Dr. Daniel Coxe heeft zelf tijdens zijn leven Engeland nooit verlaten, wel kocht hij in Noord-Amerika enkele stukken landen op die hij later ruilde tegen wat nu de staat New York is. Nabij Burlington opende hij rond 1685 de eerste commerciële pottenbakkerij voor schalen ter wereld.